# Afroamericans a Arkansas
El terme d'afroamericans a Arkansas (o afroamericans d'Arkansas) es refereix als membres del grup ètnic dels afroamericans que viuen o radiquen a l'estat estatunidenc d'Arkansas. El 2017 hi havia 449.895 afroamericans o negres a Arkansas, que representaven el 15% del total de la població de l'estat. D'aquests, 213.744 eren homes i 236.151 eren dones.

## Història
A l'actual estat d'Arkansas hi ha va haver presència d'afroamericans des dels primers moments de l'ocupació europea de la zona. Hi va haver molts esclaus que van protagonitzar l'economia de plantació fins a la Guerra Civil i que han exercit una gran influència en la història i cultura de l'estat.

### Fins a la Guerra Civil dels Estats Units

#### Colònia francesa i espanyola
La colònia francesa fou establerta a l'agost de 1721 a la riba del Riu Arkansas, poc més amunt del lloc on desemboca al riu Mississipi per francesos de la Companyia d'occident de John Law. El 18 de febrer de 1723 es va fer un cens en el que es van comptabilitzar 47 colons, entre els que hi havia sis esclaus negres, a més a més d'un nombre indefinit de nens. En els censos posteriors hi van continuar apareixent afroamericans esclaus o lliures a les èpoques en que Arkansas pertanyia a l'Imperi Francès o a l'Imperi Espanyol. Al 1798 s'hi van comptabilitzar 56 esclaus d'un total de 393 colons.

#### Estats Units d'Amèrica

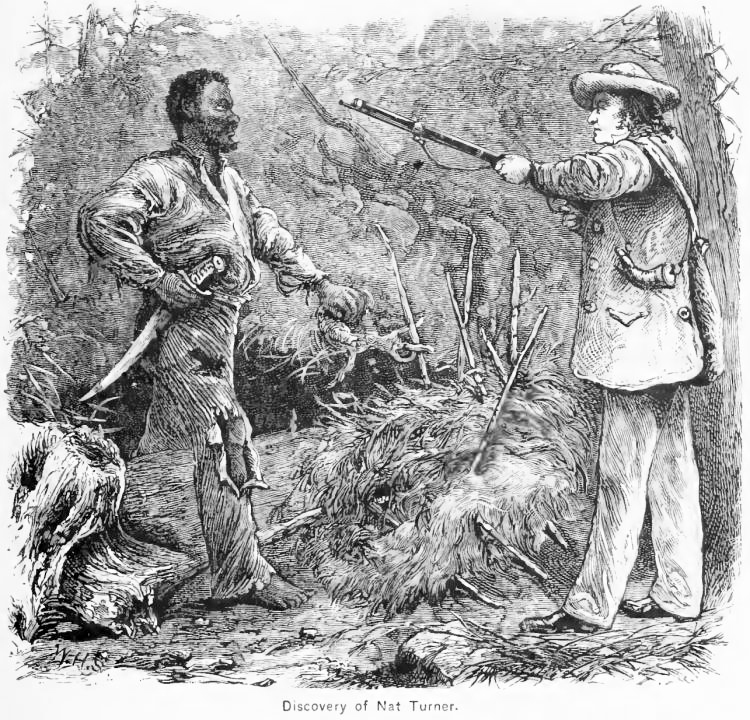
Captura de Nat Turner

Amb la Compra de la Louisiana, l'actual estat d'Arkansas va passar a formar part dels Estats Units el 1803 i hi van augmentar els colons d'origen europeu que vivien en el territori al mateix temps que el percentatge d'afrodescendents va disminuir, fins al 12% de la seva població total. Una de les raons que s'argueixen és que els esclavistes no colonitzaren el territori, ja que no es coneixia l'estatus que tindria l'esclavitud en aquest nou territori estatunidenc. Quan Arkansas, amb el Compromís de Missouri de 1820 va passar a ser un estat sudista en el que s'hi permetia l'esclavitud, tant la població total com la població afroamericana va augmentar ràpidament en el territori. Així, el 1836, ja era un territori prou habitat per a ser declarat estat. Al 1860 la població total d'Arkansas arribaba als 435.450 habitants, entre els que hi havia 111.115 esclaus i 144 negres lliures.
Les plantacions esclavistes no es van distribuir homogènicament per tot el territori de l'estat d'Arkansas tot i que l'esclavitud era una institució plenament establerta. Principalment es van fer a la ribera fèrtil del riu Mississipi i a les Planícies de la costa del Golf situades al sud de l'estat. En aquestes dues àrees, el 1860 hi havia el 74% del total de la població esclava de tot l'estat. En aquest cens, el 11 % dels esclaus afroamericans (12.131) pertanyien a famílies blanques que tenien entre un i quatre esclaus, el 43% (48.000) pertanyien a propietaris que tenien entre 5 i 24 esclaus i hi havia 51.000 esclaus (46% del total) que treballaven i vivien en grans plantacions que eren propietat del 9% dels esclavistes i que tenien entre 24 i 500 esclaus cadascun. En els dos primers casos, els esclaus tenien un contacte relativament proper amb els seus propietaris, mentre que aquests últims gairebé no en tenien, cosa que feia que el seu tipus de vida fos molt diferent. Els esclaus que pertanyien a petits i mitjans propietaris, al estar més en contacte amb els seus amos, tenien menys autonomia que els que pertanyien a grans plantacions, en les que s'hi van desenvolupar comunitats d'esclaus amb identitat pròpia: una religió particular influenciada en les religions originàries africanes, una medicina tradicional africana i una història oral pròpia basada en les provinents d'Àfrica Occidental que inclouen personatges com el "Conill Brer". A més a més, aquestes comunitats d'esclaus afrodescendents eren com famílies extenses en part perquè els esclaus no es podien unir en matrimoni de manera legal i no s'hi permetien les famílies nuclears. Així, van esdevenir un sistema d'ajuda mútua tant a nivell pràctic com emocional.
A les portes de la Guerra Civil dels Estats Units la majoria dels esclaus afroamericans vivien a les plantacions o a les granges que estaven situades a les zones rurals. El 4% del total dels afroadescendents vivien en un entorn urbà (125.502 de 435.450 persones) i a Little Rock hi vivien 3.727 esclaus negres. Al 1860 només hi havia 3.799 esclaus negres residents a les ciutats (d'un total de 111.115).
Fins a l'inici de la Guerra Civil el nombre de negres lliures sempre fou molt petit. Al 1850, l'any en què hi n'hi va haver més, només n'hi havia 608, i dos terços d'aquests eren mulats amb ascendència de blancs propietaris que els havien alliberat. Els negres lliures d'Arkansas, contràriament al que passava als altres estats del sud, vivien sobretot a les zones rurals, on eren vistos per la societat clarament esclavista com una anomalia que posara en perill la supremacia blanca i per això no se'ls permetia, votar, ser testimonis contra homes blancs als tribunals, ni posseir esclaus.
A les dècades de 1820 i 1830 la societat hegemònica blanca d'Arkansas va començar a patir que hi haguessin insurreccions dels esclaus negres degut l'ascens de l'abolicionisme al nord dels Estats Unis, juntament a les insurreccions com la conspiració Denmark Vesey de Charleston (Carolina del Sud) del 1822 i la Revolta de Nat Turner al Comtat de Southampton, a Virgínia el 1831. Degut a això el 1825 es va instituir un sistema de patrulles per a controlar els esclaus i prevenir les rebel·lions i el 1842 es va aprobar una llei que prohibia la immigració de més homes negres lliures. El 1859 es va expulsar a tots els homes negres lliures de més de 21 anys d'Arkansas.

### Afroamericans d'Arkansas durant la Guerra Civil dels Estats Units
Amb l'esclat de la Guerra Civil, hi va haver milers d'esclaus que van escapar-se d'Arkansas per arribar als campaments de l'Exèrcit de la Unió. Se'n desconeixement el seu nombre exacte però hi ha proves que centenars i potser milers d'afroamericans van morir de malnutrició o malalties en els camps de refugiats. Ja als inicis de la Guerra Civil es van crear tres companyies de soldats negres a Helena que esdevindrien el nucli del First Arkansas Volunteer Infantry Regiment (African Descent) que fou encapçalat pel capità Lindley Miller. Més de 5.000 antics esclaus participaren com a esclaus en l'exèrcit de la Unió.
També hi va haver esclaus negres que van participar en l'exèrcit dels Estats Confederats d'Amèrica, però no ho feren com a combatents fins a la fase final de la guerra, si no com a personal de suport: en la construcció de fortificacions militars i trinxeres, o com a cuiners o servents dels oficials de l'exèrcit, ja que no se'ls deixava tenir armes perquè hi havia temor que es rebel·lessin.
Entre l'exèrcit de la Confederació hi va haver un gran rebuig a permetre que esclaus o antics esclaus portessin armes a l'exèrcit de la Unió. Això va fer que tractessin als negres armats d'aquest exèrcit com a fugitius i insurrectes armats enlloc de ser considerats soldats regulats que estaven protegits per les regles ordenades de la guerra civilitzada. Així, seguint les ordres del tinent general confederat, Edmund Kirby Smith, el 18 d'abril de 1864 aquesta polítics va conduir a la massacre del soldats negres que foren capturats durant l' Engagement at Poison Spring (Compromís de Poison Spring), al sud d'Arkansas. Això va provocar la resposta dels soldats negres que havien sobreviscut a la massacre de Poison Spring quan el 30 d'abril de 1864 van executar a oficilas blancs després del Engagement at Jenkins' Ferry (Compromís del Ferry de Jenkin).

### Després de la Guerra Civil: època de la Reconstrucció
Tot i que després de 1874 la política d'Arkansas va ser dominada per persones blanques conservadores, abans hi havia hagut afroamericans a les cambres de representants estatals i aquests havien participat en les Convencions Constitucionals del 1868 i del 1874 perquè s'havien vist beneficiats pels canvis socials i polítics de l'època de la Reconstrucció. Entre el 1869 i el 1890 es va triplicar la població de negres a l'estat cosa que va fer que augmentés de manera important l'electorat afroamericà. En aquesta època hi havia setze comtats i dues ciutats importants de l'estat la població dels quals era majoritàriament afroamericana. Així, en aquesta època es van crear escoles públiques integradores.
Amb la fi de la Guerra Civil la situació dels negres d'Arkansas va viure un gran canvi: es va abolir l'esclavitud de la Constitució però alguns aspectes de la nova Constitució estatal van provocar que els afrodescendents restessin en un limbo legal, ja que, tot i que ja no podien ser esclaus, no eren homes totalment lliures que gaudien de tots els drets dels ciutadans americans. La Constitució d'Arkansas de 1864 atorgava la llibertat als negres però només va donar dret a vot als que estaven alfabetitzats, als que tenien propietats i als soldats o antics soldats de l'exèrcit de la Unió i restablí que els negres lliures d'altres estats poguessin anar a viure a Arkansas sense el permís exprés del govern dels Estats Units o el seu president. Després de les eleccions de l'agost de 1866, antics Confederats van obtenir el control de l'Assemblea General d'Arkansas van endurir i empitjorar les condicions de vida dels afroamericans de l'estat adoptant un nou Codi Negre que anava en contra de la igualtat que propugnava la Catorzena esmena de la Constitució dels Estats Units. En aquest codi es permetia a que els negres es casessin, fessin contractes legals, tinguessin propietat, poguessin fer demandes judicials i poguessin testificar en un judici (cosa que no podien fer com a esclaus abans) però també els va imposar restriccions especials: no podien votar, treballar en oficis públics, formar part de jurats ni de les forces de seguretats, treballar en escoles ni casar-se amb persones blanques.
Com que això succeí en diversos estats del Sud dels Estats Units, el Congrés dels Estats Units va aprovar tres noves Lleis de Reconstrucció entre el març i el juliol de 1867. Això va fer que es desmantellessin els governs estatals del sud i fossin reemplaçats per nous governs més radicals. Així, els negres van adquirir el dret a vot, a treballar en l'administració i van adquirir una igualtat política plena. Després que la majoria dels homes adults negres es registressin com a votants, aquest van passar a ser el 35% de l'electorat d'Arkansas (tot i que eren el 25% del total de la població de l'estat, degut al boicot de molts antics Confederats). A la Convenció Constitucional de 1868 hi va haver 8 delegats afroamericans i els afrodescendents van exercir un poder polític significatiu en la Constitució de 1868. A més a més, hi va haver dos negres que van formar part del gabinet de l'estat: Joseph C. Corbin fou superintendent de la instrucció pública del 1873 al 1874 i William H. Grey fou comissionat d'immigració i de les terres de l'estat entre 1872 i 1874. El 1873 hi havia 20 homes negres a l'Assemblea General d'Arkansas i molts eren oficials als governs locals i comtals, sobretot als comtats amb majoria afroamericana de la vall del Mississipi.
Els afroamericans presents a la Convenció Constitucional de 1868 van treballar per als interessos del seu poble: van garantir el dret a vot dels negres, van crear un sistema d'escoles públiques i van aconseguir la ratificació de la Catorzena Esmena de la Constitució dels Estats Units. Al 1868 i al 1873, a més, van promoure dos nous estatuts sobre els drets civils. Al 1973 s'obligà als propietaris de negocis de l'estat que asseguressin un tractament igualitari i es requeria a les escoles que donessin un tracte igualitari als estudiants negres.

### Afroamericans d'Arkansas a l'època Daurada (1870-1790)
Al 1874 la Reconstrucció va col·lapsar a Arkansas com a altres estats del Sud dels Estats Units. El 14 de juliol de 1874 es va fer una nova Convenció Constitucional Estatal que estava dominada per blancs conservadors. A aquesta hi van participar vuit delegats afrodescendents. En aquesta es va fer una "Declaració de Drets" en el que es va assegurar el sufragi negre, el permís que els negres poguessin treballar a l'administració i es va crear un nou sistema d'escoles negres. El nou governador, Augustus Hill Garland va prometre en la seva campanya electoral que mantindria els drets civils dels negres d'Arkansas. Això va fer que fins a principis de la dècada de 1890 hi va haver afroamericans que van continuar presents a la política local. Aquesta política d'igualtat va promoure l'ascens social i econòmic d'alguns afrodescendents, cosa que es va veure sobretot a les ciutats que van gaudir d'un ràpid desenvolupament. Little Rock va augmentar dels 3.727 habitants que tenia el 1860 als 38.307 habitants que ja hi vivien el 1900. En aquesta època els negres van passar de ser el 23% del total de la seva població a ser-ne el 38%. Els afroamercans, a Little Rock van gaudir de millors condicions de vida que a les zones rurals, ja que a la ciutat hi havia un entorn més obert i tolerant. També van poder gaudir d'un sistema escolar i van poder crear empreses. Així, va aparéixer una burgesia negra. A finals del segle xix hi havia a Little Rock un districte comercial d'afroamericans en el que hi havia molts artesans i botiguers negres. Pine Bluff fou una altra ciutat en què els afroamericans de l'època també van poder ascendir socialment.
En aquesta època es van desenvolupar institucions educatives i religioses afroamericanes a Arkansas. El 1873 va néixer el Branch Normal College de Pine Bluff (en l'actualitat Universitat d'Arkansas a Pine Bluff), la primera institució d'educació superior destinada a afroamericans. També es van crear altres universitats com el Philander Smith College (a Little Rock, el 1877), l'Arkansas Baptist College (Little Rock, 1884) i el Shorter College (Little Rock, 1886). Els afroamericans metodistes i baptistes van crear les seves pròpies esglésies.

### Segregació Racial - Lleis Jim Crow
Mentre la situació dels afroamericans a les ciutats va millorar, els que vivien en zones rurals van veure empitjorat el seu nivell de vida en part degut a la crisi del mercat del cotó. Molts petits agricultors blancs van passar a votar partits polítics populistes que promovien la divisió racial. Així, es va començar a fer lleis Jim Crow que segregaven la societat segons la raça. Al 1891 l'Assemblea General d'Arkansas va aprovar que s'haguessin de segregar els vagons i les zones d'espera de les estacions de tren.
El 1893 es va aprovar una taxa per a poder votar que va privar el dret a vot de molts pobres que va fer baixar molt el nombre d'electors negres, cosa que va provocar, juntament amb la nova norma que prohibia el vot dels analfabets, que els afroamericans restessin marginalitzats de la política estatal i local. Tot això va que es perdessin molts dels drets que els afroamericans havien adquirit anteriorment.

#### Principis del Segle XX
Tot i la pèrdua de la influència política dels afroamericans d'Arkansas en aquesta època, aquests van tenir tenint activistes que defensaven els seus drets. Quan el 1903 es va aprovar la segregació racial als tramvies urbans de Little Rock, aquests van organitzar manifestacions i boicots i el 1905, a causa de la segregació de les taxes escolars de l'estat, els afroamericans van col·lectar fons per a finançar l'ensenyament dels nens negres. El sistema segregador de Jim Crow va afectar també els hospitals, les presons i les escoles i fins i tot hi va haver mesures segregadores a teatres, restaurants i equipaments esportius.
La segregació racial va estar acompanyada d'un augment de les tensions i la violència racial. Més de dos-cents negres foren linxats a Arkansas entre el 1880 i el 1920, fins i tot amb l'aprovació de les autoritats i la policia.
Una altra pràctica contra els afrodescendents fou la de "netejar" pobles i comunitats de residents negres. El cas més extrem va passar a Harrison, al nord de l'estat, on dos atacs racials (el 1905 i el 1909) van eliminar la pràctica totalitat de la població negra del comtat de Boone. També cal destacar l'existència de Sundown Towns, pobles i ciutats en els que les persones negres no podien sortir al carrer després de la posta de sol.
El 1919 va succeir la confrontació racial més important d'Arkansas i el conflicte racial més sagnant de la història dels Estats, Units, la Massacre d'Elaine en la que es van assassinar centenars d'homes negres amb l'ajuda de la milícia estatal.
Els afrodescendents durant aquesta època, tot i això, van continuar vivint i progressant a Arkansas. A les ciutats de Little Rock i Pine Bluff hi va emergir una burgesia negra que va aprofitar el creixement econòmic de les ciutats en part degut a l'arribada del tren a finals del segle xix i del progrés industrial durant la Primera Guerra Mundial. A la dècada de 1930 a Little Rock ja hi havia un barri de negocis negres ("Little Rock's Harlem") i tres institucions educatives superiors negres, a més d'esglésies negres i capítols local de la National Association for the Advancement of Colored People (NAACP) i la Urban League. El mateix va succeir a Pine Bluff.
Abans de la Segona Guerra Mundial es van fundar les següents associacions de negres d'Arkansas: A la dècada de 1920 es va fundar a Little Rock la Arkansas Negro Democratic Association (ANDA) de la mà del metge John Marshall Robinson; El Committee on Negro Organizations (CNO) fou fundat a Pine Bluff pel fiscal William Harold Flowers a Pine Bluff a la dècada de 1940 i a la dècada de 1950 es va crear el grup biracial Arkansas Council on Human Relations (ACHR). A més a més, a Arkansas també s'hi van crear capítols locals del NAACP.

### Lluita pels drets civils. Afroamericans després de la Segona Guerra Mundial
Amb la Segona Guerra Mundial, Arkansas va viure un ràpìd desenvolupament industrial acompanyat per un declivi de la seva agricultura que va causar un despoblament rural. Entre el 1944 i el 1960 hi va haver 850.000 persones (44% de la població) que van emigrar d'Arkansas. Els afroamericans van ser el col·lectiu que va patir una emigració més massiva, ja que van passar a ser el 19% de la població de l'estat, quan anteriorment eren el 27%. Al mateix temps, la població afroamericana de Little Rock va augmentar fins al punt que un terç del total dels afroamericans d'Arkansas vivien a la seva capital.
El 1954 hi va haver el final de la legislació Jim Crow després del cas de la Cort Suprema dels Estats Units Brown versus Board of Education of Topeka, Kansas, que va significar la fi de la política dels "separats però iguals" i va dictaminar que la segregació en les escoles públiques estava en contra de la Catorzena esmena de la Constitució dels Estats Units. Així, hi va haver llocs com a Charleston i Fayetteville, on les escoles es van integrar sense problemes, però a altres llocs hi va haver una gran resistència de ciutadans blancs segregacionistes, com el cas de Hoxie (Comtat de Lawrence). A més a més, l'Assemblea General d'Arkansas va aprovar lleis segregadores fins a principis de 1957.
Després de la Segona Guerra Mundial hi va haver molts més casos d'activisme pels drets civils dels afroamericans i contra la segregació racial. L'episoci més destacat va passar quan afroamericans van lluitar el 1957 per a dessegregar la Little Rock's Central Hight School, ja que aquest fins i tot va arribar a l'esfera nacional dels Estats Units. Aquest episodi és conegut amb el nom dels Little Rock Nine i va constituir en l'intent per part de la presidenta estatal del NAACP, Daisy Gaston Bates, de matricular nou negres en aquest institut i en l'intent del governador segregacionista d'Arkansas, Orval Faubus, d'evitar-ho. Aquest últim, després de la victòria dels anti-segregacionistes que tenien el suport del president Dwight Eisenhower, va tancar els instituts de Little Rock durant el curs 1958-59, inclòs el protagonista.
A Arkansas, en l'època de la lluita pels drets civils, també hi van acudir diversos Freedom Rides (Caravanes per la llibertat) el 1961 i hi va haver manifestacions estudiantils. El Student Nonviolent Coordinating Committee (SNCC) va fer campanyes de registrament de votants afrodescendents als comtats de l'est d'Arkansas que van contribuir a la victòria del governador republicà moderat Winthrop Rockefeller (després que el 1964 s'anul·lés la taxa per a poder votar) el 1966. D'aquesta manera, a finals de la dècada del 1960 els afroamericans havien obtingut el final de la segregació racial i l'esforç d'organitzacions afroamericanes juntament amb la política del president Lyndon Baines Johnson de la Guerra contra la Pobresa ajudaren a lluitar contra la pobresa dels negres que vivien en l'entorn rural, on hi van sorgir nous activistes afrodescendents.
Al 1972 ja hi havia un centenar d'oficials electes negres (cosa que representava que Arkansas era el segon estat del sud on n'hi havia més) i ja hi havia centenars de negres que ocupaven treballs públics. El 1976 ja hi havia el 94% dels afroamericants que estaven registrats com a electors, la majoria dels quals donaven suport al Partit Demòcrata, que ha estat el predominant a Arkansas a part gràcies al vot de l'electorat negre, que també va contribuir a l'elecció del president Bill Clinton.

### Segle XXI i actualitat
Tot i l'aparent millora política, les classes mitjanes blanques van anar a viure a nous barris fora del centre de les ciutats, cosa que va fer que a l'any 2000, Little Rock fos més segregat a nivell d'on vivia la gent que al 1900. Així mateix, a l'entorn escolar succeí un padró similar, ja que molts blancs matriculen als seus fills en aules denominades de talents en les que hi ha una minsa minoria d'estudiants negres o els matriculen en escoles privades. L'historiador Grif Stockley afirmà que al 2000 més del 48% dels estudiants blancs de 12 anys estudiaven en escoles privades.
La desigualtat racial a l'economia real d'Arkansas ha continuat igual o fins i tot s'ha intensificat. Tot i que hi ha hagut un augment de la classe mitja negra, però el 2006 les unitats familiars negres tenien uns ingressos anuals de 23.265 $ de mitjana mentre que les llars de famílies blanques tenien uns ingressos mitjos de 40.009 $. El 11,4% dels negres estaven a l'atur el 2007, mentre que la taxa d'atur dels blancs descendia fins al 4,4%.

## Demografia i geografia
```
El 2017 hi havia 449.895 afroamericans o negres a Arkansas, que representaven el 15% del total de la població de l'estat. D'aquests, 213.744 eren homes i 236.151 eren dones.
[
1
]
 Aquests són més de la meitat de la població total en 48 d'un total de 558 localitats de l'estat.
[
7
]
 Els pobles amb un major percentatge de població negra són Madison (94,21%), Edmondson (92,15%) i College Station (91,77%). A més a més, Crumrod i Menifee tenen més del 80% de la seva població afrodescendent.
[
7
]
 Per la banda contrària, hi ha 136 poblacions en les que no s'hi comptabilitza cap habitant negre, en 305 nuclis de població representen menys de l'1% de la seva població total i en 382 els afrodescendents en són menys del 10% de la seva població total.
[
7
]
 
Pine Bluff
 (56.167 habitants) és la ciutat important que té un percentatge més elevat d'afrodescendents (60,31%) i 
West Memphis
 (27.378 habitants) i 
Forrest City
 (19.546 habitants) són les altres dues ciutats en les que més del 50% de la seva població total són negres. A 
Little Rock
, la ciutat més poblada d'Arkansas i la seva capital, el 38,16% dels seus 202.563 habitants són afrodescendents, cosa que la converteix en la ciutat amb més afroamericans de tot l'estat.
[
7
]
 A altres poblacions important de l'estat com 
Fort Smith
 (8,29% de 83.743 habitants) o 
Fayetteville
 (4,16% de 73.401 habitants) el número d'afrodescendents és molt inferior.
[
7
]
```

Respecte als comtats d'Arkansas, n'hi ha sis en els que més de la meitat de la seva població són afrodescendents (2013): Phillips (62%), Jefferson (55,6%), Chicot (54,7%), Lee (54,4%), Saint Francis (52,6%) i Crittenden (51,5%). Hi ha 39 comtats en els que menys del 10% de la seva població són afroamericans, dels que 19 en tenen menys de l'1%. El comtat amb un percentatge de negres més baix d'Arkansas és el de Newton, en el que només el 0,2% de la seva població correspon a aquest grup humà La majoria dels comtats amb un percentatge d'afrodescendents més alts estan situats a lles franges oriental i meridional d'Arkansas, a part del Comtat de Pulaski (comtat de Little Rock), que està al centre de l'estat. Concretament, els que més del 40% de la seva població són afroamericans estan situats a la franja oriental de l'estat, a la riba del riu Mississipi.

## Persones notables
- Joseph Carter Corbin. Polític i periodista. Membre del Govern d'Arkansas. Fou superintendent de la instrucció pública durant l'època de la Reconstrucció. També fou fundador i president de la primera institució d'educació superior afroamericana d'Arkansas.[10]
- William Henry Grey, polític i activista pel dret dels negres. Fou membre de la Convenció Constitucional d'Arkansas de 1868, on liderà els delegats negres, diputat de l'Assemblea General d'Arkansas i membre del govern estatal com a Comissioner of Immigration and State Lands (Comissionat d'Immigració i Terres Estatals).[11]
- Wiley Jones. Empresari, polític i esclau.[12]